# Chiesa di San Cristoforo (Banchette)
La chiesa di San Cristoforo è la parrocchiale di Banchette d'Ivrea, in città metropolitana di Torino e diocesi di Ivrea; fa parte della vicaria urbana.

## Storia e descrizione

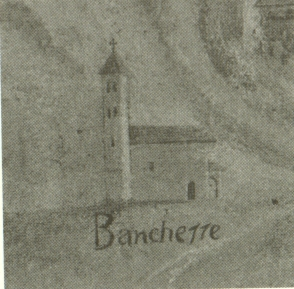
La chiesa parrocchiale da un affresco su una parete della Curia Vescovile di Ivrea

La chiesa parrocchiale, di San Cristoforo è tra le più antiche della diocesi (notizie dal 1210), è sempre stata alle dirette dipendenze del vescovo di Ivrea (era unita alla dignità dell'arcipretura del Capitolo della cattedrale ed il canonico arciprete vi nominava un proprio vicario), per cui non è compresa tra le Pievi elencate nel Liber Decimarum del 1368/70.
Sotto questa parrocchiale erano in origine comprese anche le chiese di Salerano (divenuta parrocchiale autonoma nel 1789) e di Samone (staccatasi nel 1787), comunità limitrofe a Banchette.
Non conosciamo le varie vicende edilizie che portarono l'edificio ad assumere, nella prima metà del Settecento, l'aspetto raffigurato nel dipinto, con semplice linea e un piccolo portico sulla facciata.
Dopo il 1750 - A partire dal 1835 la chiesa subì evidenti riplasmazioni fino ad assumere le attuali forme.  Su progetto iniziale del "misuratore" Ignazio Girelli si provvide al suo ampliamento sulla parte posteriore (per cui le attuali abside, sacrestia e navata sinistra poggiavano sull'antico Municipio) e successivamente (1837) alla riparazione della copertura ed alla realizzazione (nel 1857) della grandiosa gradinata di accesso (dal fianco occidentale della chiesa).
La facciata, di forme neoclassiche, è oggi affiancata da due campanili.
È l'unica chiesa dell'intero affresco che viene rappresentata di lato e non di fronte, per cui non si evidenzia la facciata. Non è inoltre indicato il Castello (del XIII secolo), dimora dal XVIII secolo dei nobili Pinchia.
Il più antico documento che parla dell'esistenza di una chiesa in Banchette è datato al 1249, in cui si accenna alla composizione di una controversia tra Ponzano, Manfredo e Raimondo, figli di Eriberto di Agliè, conte di Castellamonte e Giacomo del fu Raineri con Ugone ed Armando, figli di Giacomo del Solero. La composizione avviene sotto il portico della chiesa di Banchette..
Dalla relazione della visita pastorale attuata da Mons. Palaino vescovo di Ivrea risulta che Banchette è stata visitata il 25 gennaio 1346. Si dice che la chiesa, dedicata a San Cristoforo, ha bisogno urgente di riparazioni e che gli abitanti sono tenuti a rifare il tetto e la volta. Indicazioni più precise circa l'edificio della chiesa di Banchette si trovano nella relazione della visita pastorale attuata da Mons. Ottino Asinari il 15 maggio 1652. La chiesa è ora dedicata a San Cristoforo e San Giacomo. Si dice che la chiesa è costruita su un luogo alto e sopra una grande roccia (in loco imminenti et super ingenti saxo) che spunta dal pavimento della stessa chiesa. Ha una sola navata di 15 passi ed è larga 9 passi. Ha la volta in mattoni e le pareti sono ricoperte di calce. Il pavimento del presbiterio è in bitume, mentre il resto è in mattoni e abbastanza piano.
La parrocchia di San Cristoforo comprendeva originariamente gli abitati di Banchette, di Samone e di Salerano ed era titolare della parrocchia il prevosto del capitolo della Cattedrale di Ivrea, che risiedeva ad Ivrea e che a sua volta incaricava un altro prete della cura della parrocchia. Il 2 marzo 1787 il Comune di Samone otteneva che si erigesse la nuova parrocchia in Samone, mentre il 5 aprile 1787 i sindaci di Banchette e Salerano ottenevano di staccare la loro parrocchia dall'Arcipretura della Cattedrale. 
Nel 1837 anche Salerano si distacca dalla parrocchia di Banchette e diventa parrocchia autonoma.